# Adalberto Méndez
Pour les articles homonymes, voir Méndez.
Adalberto Méndez, né le 22 février 1982 à Saint-Domingue en République dominicaine, est un lanceur droitier de baseball. Il fait ses débuts en Ligue majeure avec les Marlins de la Floride durant la saison 2010.

## Carrière
Adalberto Méndez signe un premier contrat comme agent libre amateur le 3 juillet 2001 avec les Cubs de Chicago. Encore joueur de Ligues mineures, il est réclamé par les Marlins de la Floride le 6 décembre 2007 via la procédure du repêchage de règle 5.
Lanceur de relève en ligues mineures dans l'organisation des Cubs, Méndez est converti peu à peu en lanceur partant par les Marlins.
Le 6 septembre 2010, Méndez joue sa première partie dans les majeures alors qu'il est le partant des Marlins lors d'un match opposant l'équipe floridienne aux Phillies de Philadelphie. Il est impeccable au monticule dans cette rencontre, n'accordant aucun point et un seul coup sûr aux Phillies en six manches lancées. Il enregistre de plus six retraits sur des prises pour mériter sa première victoire en carrière dans un gain de 7-1 des Marlins.

## Statistiques
| Saison | Équipe  | G | GS | CG | SHO | V | D | SV | IP   | SO | ERA  |
| ------ | ------- | - | -- | -- | --- | - | - | -- | ---- | -- | ---- |
| 2010   | Floride | 5 | 5  | 0  | 0   | 1 | 3 | 0  | 24.2 | 11 | 5,11 |
| Totaux | Totaux  | 5 | 5  | 0  | 0   | 1 | 3 | 0  | 24.2 | 11 | 5,11 |

Note : G = Matches joués ; GS = Matches comme lanceur partant ; CG = Matches complets ; SHO = Blanchissages ; 
V = Victoires ; D = Défaites ; SV = Sauvetages ; IP = Manches lancées ; SO = Retraits sur des prises ; ERA = Moyenne de points mérités.